# Marianna Kainz
Marianna Kainz, pseudonimo di Maria Anna Katharina Theres von Kesteloot, nata Kainz, in prime nozze Holland (Innsbruck, 19 maggio 1800 – Brno, 21 marzo 1866), è stata un soprano austriaca.

## Biografia
Nacque a Innsbruck da Josef Wolfgang Kainz e sua moglie Kathinka, nata Schröfl. Educata nel canto dal padre, lo seguì a Praga, dove fece il suo esordio: il 20 aprile 1815, interpretò Olfriede nellʾElisene di Johann Joseph Rösler. Cantò anche con la madre in alcuni concerti.
Nel 1818 fece un viaggio in Italia, principalmente a Firenze e Milano, dove ebbe successo. 
Tornata in Austria, fu scritturata al Theater an der Wien per 1819-1821. dove cantò durante l'estate 1819. Nel 1821, cominciò un giro artistico, a Praga (inizio 1821), Dresda (luglio e agosto 1821), Lipsia (agosto 1821), Dessau (settembre 1821), Berlino (settembre/ottobre 1821), poi Amburgo, Brema (gennaio 1822 e più mesi), Kassel (settembre 1822), Münster (autunno 1822), Amsterdam (inverno 1822/23), Strasburgo, Zurigo (novembre 1823), e Losanna.
Si esibì sulle scene italiane di nuovo negli anni 1824-1825, alla Scala di Milano (1824) ed al Teatro della Pergola di Firenze per il carnevale 1824-1825. 
Tornata in Austria, venne a Vienna (novembre 1825), e fu invitata a Hannover, Celle, Brema (aprile-luglio 1826), Kassel, Praga, Stoccarda (1827), Breslavia (1827-1828), Magonza (marzo 1828), Strasburgo (novembre-dicembre 1828), Dresda e Lipsia. Si vede di nuovo a Praga al torno dell'anno 1829-1830. Da ottobre 1830 si esibì insieme a Konstantin Holland a Marienwerder nella compagnia del regista Carl Karsten. Fu ancora invitata a recitare con Holland a Danzica (novembre 1830), Elbing e Königsberg. 
Sposò in prime nozze il cantante, attore e regista Konstantin Holland nel 1831. I due soggiornarono a Riga dal 1831 al 1833, e lì nacque la loro figlia Marie Holland. In ottobre 1831 la coppia fu ancora invitata a Elbing. La Kainz si ritirò dalle scene nel 1831.
Si separò dal marito nel 1834, e sposò in seconde nozze von Kesteloot nel 1835.
Apparve come invitata a Königsberg (1835) e Vienna (primavera 1836); dall'autunno del 1837 iniziò un viaggio d'arte passando per Varsavia, Marienwerder, Marienburg, Königsberg, Riga, San Pietroburgo, Kiev, Mosca, presumibilmente Costantinopoli. Si esibì di nuovo a Königsberg nel 1838, e poi si dedicò alla direzione di un teatro a Reval con suo secondo sposo. Lo lasciò però nel 1839 per recarsi a Helsingfors. Poi riapparve nel 1842 a Vilnius.
Accompagnò sua figlia Marie nei suoi viaggi dal 1851 e si ritirò a Brno.

## Interpretazioni
- Olfriede, nellʾElisene di Johann Joseph Rösler, a Praga, il 20 aprile 1815[3].
- Isabella, nella prima assoluta dell'Isabella e Enrico di Giovanni Pacini, alla Scala di Milano, il 12 giugno 1824[8].
- Aurelia, nella prima assoluta di La moglie avveduta di Ignazio Azzalli, al teatro della Pergola di Firenze, durante il carnevale 1825[9].
- Il ruolo del titolo nella Chiara di Rosembergh di Pietro Generali, al teatro della Pergola di Firenze, durante il carnevale 1825[10].